# Manifestul "moftului român"
Manifestul "moftului român" este o operă literară scrisă de Ion Luca Caragiale.